# Chardstock
Chardstock är en ort och civil parish i Storbritannien.   Den ligger i grevskapet Devon och riksdelen England, i den södra delen av landet, 210 km väster om huvudstaden London. Chardstock ligger 117 meter över havet och antalet invånare är 828.
Terrängen runt Chardstock är platt österut, men västerut är den kuperad. Runt Chardstock är det ganska tätbefolkat, med 111 invånare per kvadratkilometer. Närmaste större samhälle är Chard, 4,3 km norr om Chardstock. Trakten runt Chardstock består i huvudsak av gräsmarker.